# A Maldição do Sanguanel
A Maldição do Sanguanel é um filme independente de terror produzido no Brasil em 2014. Foi uma das primeiras obras fantásticas no formato antologia do cinema brasileiro Pós-Retomada.
Seu formato, que reúne histórias de diferentes diretores dentro de uma mesma temática, antecedeu produções semelhantes como As Fábulas Negras e 13 Histórias Estranhas. Neste filme, os quatro episódios envolvem o Sanguanel, uma figura tradicional do imaginário do Sul do Brasil, originária da Itália e trazida para o Rio Grande do Sul pelos imigrantes no final do século 19.

## Sinopse
Usando ilustrações de Eliseu Demari e a narração em italiano do pesquisador de folclore Roberto Popi Frison, o filme começa explicando a origem do Sanguanel, uma criaturinha vestida de vermelho que assombrava os bosques de mata fechada, e a sua chegada às colônias do Sul do Brasil entre as diversas superstições trazidas pelos imigrantes italianos que colonizaram a região.
O primeiro episódio, A Muitos Passos da Eternidade, de Felipe M. Guerra, retrata o drama de um homem que ignora os alertas de uma senhora sobre a ameaça do Sanguanel e, ao aventurar-se por uma floresta à noite, é condenado a caminhar sem rumo eternamente. Como se estivesse num loop temporal, o protagonista volta sempre para os mesmos pontos do caminho, enquanto é assombrado por alucinações assustadoras.
A Herança, de Eliseu Demari, começa na Itália do século 19, onde o bêbado Antônio é amaldiçoado pelo Sanguanel. Mais de cem anos depois, seu bisneto Marco vai até o país em viagem de negócios e, ao visitar a terra dos seus antepassados, torna-se uma vítima da mesma maldição.
A terceira história, Sogno o Realtà?, de Rafael Giovanella, assume tons cômicos ao narrar as aventuras de um grupo de amigos que vai acampar numa floresta distante da civilização e é assombrado pelo Sanguanel, que sequestra um deles.
Dois Bêbados e um Homenzinho Vermelho, de Ricardo Ghiorzi, encerra a coletânea. Numa noite de chuva, um vendedor busca abrigo no bar de uma pequena cidade. O proprietário do estabelecimento então narra uma história aterrorizante acontecida anos antes, quando um dos frequentadores decidiu aprisionar o Sanguanel e teve um desfecho violento.

## Elenco
- Oldina Cerutti Do Monte como Velha Assustadora/Nonna/Madame Aurora
- Eliseu Demari como O Homem que Caminha
- Rodrigo Guerra como Marco
- Renoaldo Pavan como Tonho
- Celso Pavão como Zeca

## Produção
Felipe M. Guerra idealizou A Maldição do Sanguanel ainda em 1999, quando produzia curtas e longas-metragens independentes filmados em VHS. Ele ficou fascinado pela lenda do Sanguanel após ler o relato publicado por um historiador, e percebeu que a tradição estava se perdendo e que as novas gerações não conheciam a história. Na época, o diretor pensava em fazer um único curta-metragem com história muito semelhante ao do seu episódio no longa (A Muitos Passos da Eternidade). Mas após alguns testes filmando à noite com a câmera amadora, Felipe desistiu do projeto diante da pobreza da qualidade do vídeo.
Guerra decidiu voltar ao seu argumento por volta de 2011. "Meu amigo e colega de filmes Eliseu Demari comentou que tinha uma ideia para outro curta sobre o Sanguanel. Então, resolvi resgatar meu velho roteiro e criar esse filme em episódios sobre o monstrinho, para o qual convidei outros dois amigos para fechar quatro histórias", explicou  em entrevista.
Assim, no lugar de um único curta-metragem, Guerra decidiu produzir uma antologia com quatro histórias de horror baseadas em relatos sobre o Sanguanel, escritas e dirigidas por ele, Demari, Rafael Giovanella e Ricardo Ghiorzi, todos diretores independentes do Rio Grande do Sul. Também em entrevista da época, ele esclareceu que "as histórias não se complementam, mas todas elas têm a presença do Sanguanel e da minha avó, Oldina do Monte, que funciona como uma espécie de elo de ligação, embora, em cada episódio, ela interprete uma personagem diferente".
A Maldição do Sanguanel foi um trabalho independente e cooperativo. Os quatro realizadores ajudaram uns aos outros com direção de fotografia, empréstimo de equipamento, efeitos especiais e até figuração no episódio um do outro. Ricardo Ghiorzi, diretor do segmento Dois Bêbados e um Homenzinho Vermelho, afirmou em entrevista posterior: "Como toda produção bem independente, é muito irregular. (...) Nós nos juntamos e fizemos. Esse é o espírito do próprio cinema de horror. O problema é que a exigência técnica do mercado está elevada".
Além de dirigir o quarto e último segmento da antologia, Ghiorzi também foi o responsável por construir o boneco do Sanguanel que aparece no longa-metragem, baseado em design de Eliseu Demari. Por ser totalmente imóvel, o monstrinho precisava ser filmado em planos muito curtos ou encoberto pelas sombras.

## Lançamento
Sem apoios privados ou governamentais e com um orçamento estimado em R$ 1.000, A Maldição do Sanguanel teve distribuição muito limitada e praticamente não saiu do circuito de festivais de cinema de gênero. Seu lançamento oficial aconteceu no Fantaspoa - Festival Internacional de Cinema Fantástico de Porto Alegre em 18 de maio de 2014.
Depois, teve exibições esporádicas em cidades como Carlos Barbosa e Caxias do Sul, onde os quatro episódios foram filmados, e também em festivais realizados em Curitiba e São Paulo.

### Recepção da crítica
Rodrigo Ramos, do website Boca do Inferno, viu o filme na estreia e destacou que "o público durante a sessão lotada de estreia se divertiu bastante". Segundo ele, "com quatro estilos bem diferentes entre si, o resultado final de A Maldição do Sanguanel acaba um pouco prejudicado", mas ao mesmo tempo ele afirmou que o filme era "um ótimo resgate folclórico de outros tempos, empurrando o cinema de gênero brasileiro para bem longe dos monstros pasteurizados americanos".
Em artigo para o website A Escotilha, o crítico Rodolfo Stancki mencionou A Maldição do Sanguanel como uma das raras contribuições brasileiras para um ciclo de obras envolvendo pequenas criaturas e/ou monstros, que teria sido inspirado pelo sucesso do filme Gremlins, de Joe Dante: "O conceito desses filmes é basicamente o mesmo concebido por [Chris] Columbus. Os mini monstrengos infernizam um grupo de pessoas – que geralmente vive em uma pequena cidade ou está isolado em algum ambiente fechado – e depois são derrotados. Em cada uma dessas obras, há a presença de humor e horror".